# 自由如鸟
自由如鸟（又译为像鸟儿一样自由）是披头士乐队在1995年12月发行的单曲。这首歌最初是约翰·列侬在1977年录制的一版小样。1995年，在披头士乐队解散25年，列侬遇刺身亡15年后，当时仍健在的其他3名乐队成员保罗·麦卡特尼、乔治·哈里森、林戈·斯塔尔发布了该曲包含小样在内的录音室版本。
这首单曲作为《披头士精选辑》项目与合辑《精选集 1》宣传的一部分发行。为了《披头士精选辑》项目，麦卡特尼向列侬的遗孀小野洋子索要列侬未发布的内容，剩下的其他三位前披头士成员可以完成并发行。自由如鸟是麦卡特尼、哈里森和斯塔尔参与乐器、人声和编曲改编列侬作品的三首歌曲之一（另两首是真正的爱情与2023年发行的今与昔）。電光交響樂團与成员杰夫·琳恩也参与了单曲的联合制作。
这首歌在英国单曲排行榜上排名第二，在美国《公告牌》百大热门榜上排名第六。并且，此歌在其他至少10个国家，包括澳大利亚、加拿大、匈牙利和瑞典，也进入了前十名。这首歌同时也赢得了1997年格莱美奖的二重唱或演唱团体的最佳表现，更是披头士乐队第34首在美国排名前十的单曲。这首歌的MV由文森特·朱利叶制作，乔·皮特卡执导。MV通过模拟一只飞翔的鸟的视角拍摄，里面包含了许多与披头士的歌曲、事件相关的元素。

## 背景

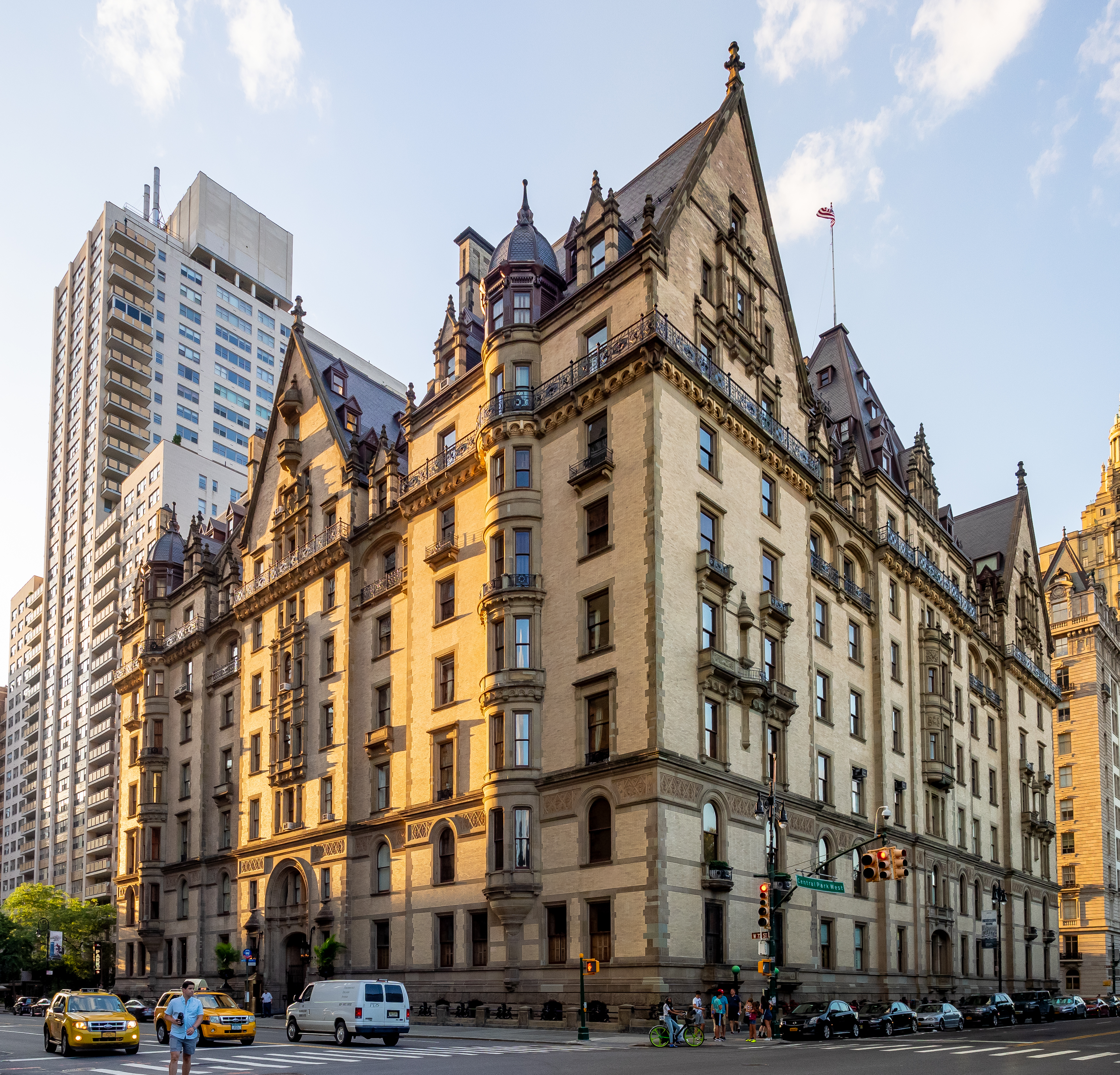
达科他公寓，列侬生活和创作的地方，也是这首歌的小样的录制地点

麦卡特尼、哈里森与斯塔尔最初仅打算以三人组的形式，为《披头士精选辑》纪录片演奏录制附带的背景音乐，但是根据斯塔尔的说法，他们后来发觉他们更想录制“新的曲子”。哈里森说，他们一直认为，如果其中一个人不在乐队，就永远不会有其他人取代他，而且“只有约翰可以重回乐队”。
麦卡特尼询问小野洋子有没有列侬未发行的歌曲，因此小野洋子给麦卡特尼送来了四首歌的录音带。自由如鸟的小样是列侬在1977年,他位于纽约的住所达科他公寓录制的，但是当时还没有录制完成。列侬曾用纽约口音介绍了这首歌：“自由得——像（鸟）一样。”其他歌曲有与子偕老、真正的爱情和今与昔。洋子说，最初是哈里森和前披头士巡回演出经理尼尔·阿斯皮纳尔跟她讲述了在列侬的小样中加入人声和乐器的想法。她又说: “人们都说，是保罗来纽约为约翰入选摇滚名人堂颁奖时，一切东西都谈妥了，但其实在那之前早就已经没问题了。我只是通过那次机会亲自把录音带交给保罗。”
在摇滚名人堂的年度入选仪式结束后，麦卡特尼去了洋子的家，试听并接收了列侬的录音带。他回忆并描述起与洋子的会面：
|  | 她和西恩在一起...然后她给我们播放了几首歌曲。那里有两首列侬在家里用单声道磁带录制的新歌......我和西恩一起检查过，因为我不希望让他有意见。他说，『嗯，虽然听到一个死人当主唱可能有点奇怪，但试一试吧。』我对他们俩说：『如果你们觉得没做好，你们可以直接否决它。』当我告诉乔治和林戈我同意他们去做时，『什么？如果我们喜欢它呢？』幸运的是，事情没有发展到那种地步。我对洋子说：『不要给我们施加太多条件，这在心理上真的很难做到。我们不知道会不会也许在录音室里待了两个小时后，就开始互相讨厌彼此，然后就直接走人了。所以请不要提出任何条件，这已经够艰难的了。』 |

此前洋子被公众指控挑拨成员关系导致乐队解散而饱受批评，而她现在认识到自己正处于将乐队重新凝聚在一起的位置。
在接受《披头士精选辑》纪录片的采访时，麦卡特尼透露，他得知列侬的与子偕老和真正的爱情的小样已经释出，并被列侬歌迷所熟知时感到十分惊讶。斯塔尔承认，当他第一次听录音时，他认为这首歌非常感人。

### 录音

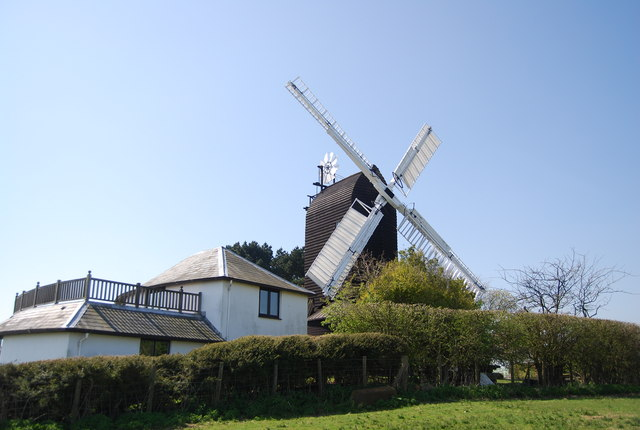
麦卡特尼的家庭录音霍格山风车

乔治·马丁曾制作过披头士乐队在1960年代的大部分唱片，但由于听力问题他拒绝了制作自由如鸟的邀请（尽管他后来制作并导演了《披头士精选辑》系列）。哈里森推荐杰夫·琳恩担任歌曲的制作人，并于1994年2月在麦卡特尼的录音室开始参与录制工作。琳恩是电光交响乐团的创始成员，与哈里森同为成员，同时还是哈里森1987年专辑《Cloud Nine》的联合制作人。哈里森表示希望与琳恩合作，否则他不会参与这个项目。 杰夫·艾默里克和乔恩·雅各布斯被选中设计新音轨。
列侬于1977年演奏的这首歌被录制在单声道卡带上，人声和钢琴伴奏在同一条音轨上。当时的技术不可能分开人声与钢琴，所以琳恩不得不用人声和钢琴一起制作曲目，但后来乐评认为这样的处理更加合理，有利于歌曲的整体性，因为列侬不是单纯地只演唱，同时还会演奏乐器。
虽然列侬在1980年去世，但斯塔尔说，剩下的三个前披头士会假装以为列侬只是“去吃午饭”，或者只是去“喝一杯茶”克制感情。剩下的成员围绕列侬的歌曲作为基础音轨，通过添加器乐演奏与和音填补了在音乐上的空白。 一些和音经过了改动，歌曲编排也被扩大，还补充创作了麦卡特尼和哈里森的唱段歌词。哈里森在独奏部分中演奏了滑音吉他。
录音、制作的工作于1994年2月至3月在英国萨塞克斯郡的霍格山风车——麦卡特尼的家庭录音室中进行。哈里森在歌曲结尾处，通过演奏班卓尤克里里向披头士的偶像小乔治·福姆比致敬，并添加了列侬说福姆比的口头禅“结果又变好了！”再经过倒放处理后的档案录音。倒放后的最终结果听起来像是“约翰·列侬制作的”。根据麦卡特尼的说法，这并不是有意的，在所有人审查最终混音后才被发现。 当斯塔尔听到麦卡特尼和哈里森唱和声，再到歌曲结束后，他说这听起来“就是他们（披头士）在一起时的风格 ”。他解释说，他是以一个“外人”的角度得出的这个结论。琳恩希望完成后的曲目听起来像是披头士合力完成的歌曲，因为这就是他参与制作的目的。哈里森补充说：“这听起来就好像他们又在一起了一样”。"
麦卡特尼、哈里森和斯塔尔都认为，这首歌的录制过程比他们后来录制第二首发行的歌曲真正的爱情时更加愉快。当后者快完成时，他们几乎没有什么投入，感觉像是在当列侬的临时乐师。

## 音乐视频
自由如鸟的MV由文森特·朱利叶制作，乔·皮特卡执导。MV以一只飞行中的鸟拍摄，其中包括许多与披头士歌曲相关的内容，例如便士巷平装书作家生命中的一天埃莉诺·里戈比螺旋滑梯猪仔们平房比尔后续永远的草莓地罗伯特医生山丘上的傻瓜等。据估计，该MV包含了大概80到100个披头士的故事、音乐和歌词的相关元素。虽然在MV的开头可以听到这只鸟的叫声，但是这只鸟并没有出镜。时任苹果唱片主管尼尔·阿斯皮纳尔称这是为了防止人们为鸟的种类和样子引起争论。皮特卡需要将他的想法阐述给麦卡特尼、哈里森和斯塔尔以及小野洋子征求他们的同意，才可以开始制作MV。前苹果唱片主管德里克·泰勒给皮特卡寄了一封长达两页的信，确认他的工作进程顺利，并鼓励、支持了皮特卡的想法。这段MV尽可能在实地拍摄：皮特卡的美工场景团队将便士巷重新布置成了20世纪50年代的模样，还拍摄了皇家利物大厦和利物浦港（映射了列侬的父亲，曾做过水手工作的阿尔弗雷德·列侬）。

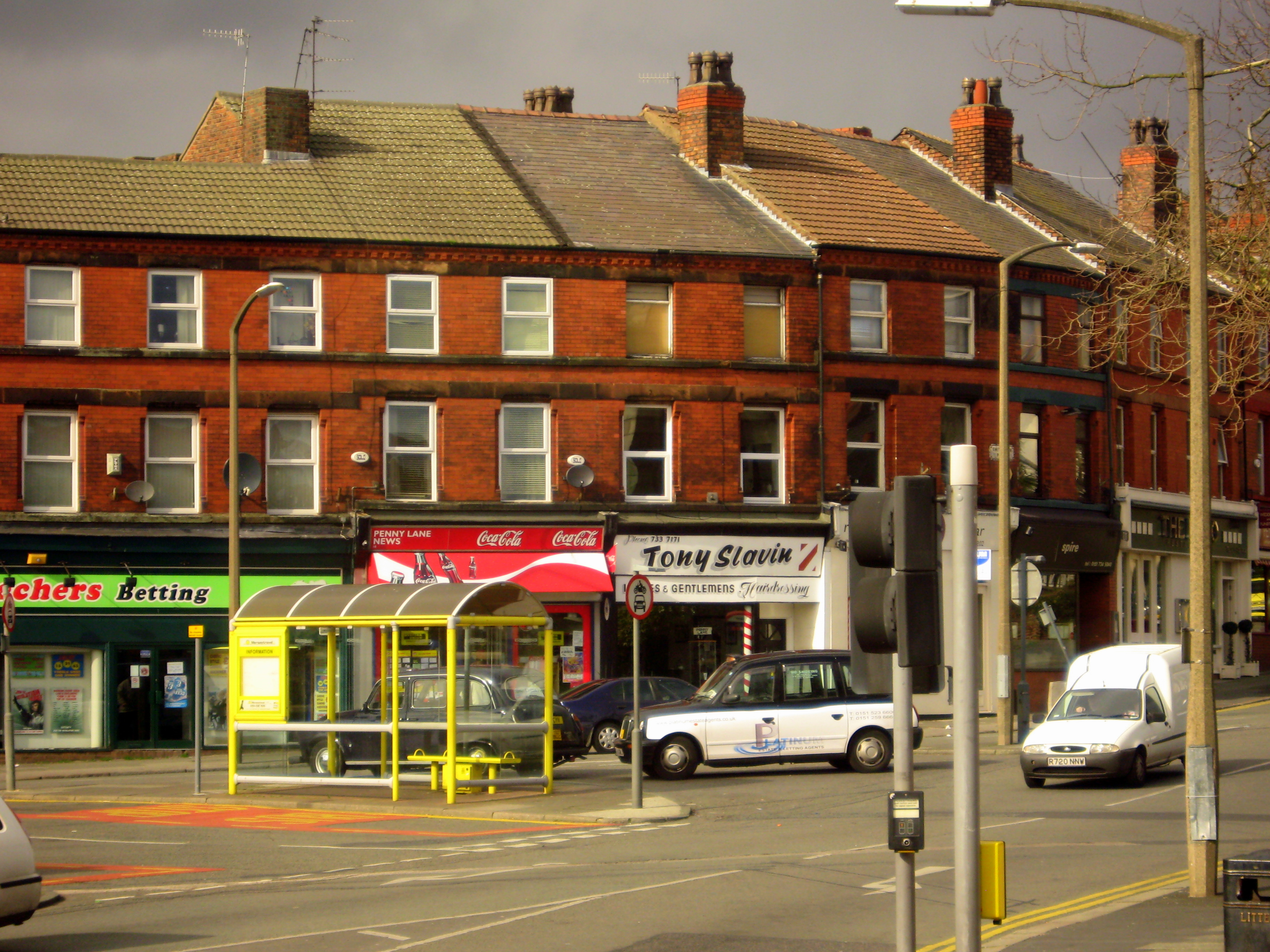
影片中绝大多数场景为实地拍摄，包括利物浦的便士巷 (利物浦)（图）

一开始皮特卡想要把拍摄想法写在分镜脚本旁，但开始拍摄之后皮特卡就立即放弃了这个想法，转而遵循基于斯坦尼康相机稳定器产生的角度和视角来进行构思。例如在拍摄车祸的片段时，皮特卡开始尝试从空中拍摄，并耗费了几个小时，但后来他意识到在地面上使用斯坦尼康拍摄是一个更好的主意。在生命中的一天中的车祸片段里，出现了一辆车牌号为847 BHN的警车。“847 BHN”是A6公路谋杀案中受害者车辆的车牌号，暗喻了列侬与洋子对被判处绞刑的案件嫌疑人詹姆斯·汉拉蒂的声援与支持。皮特卡利用绿幕抠像技术将影像资料与拍摄成片进行数字合成，如墓地片段中麦卡特尼饲养的英国古代牧羊犬和舞厅游行场景中的大象。大象是在制作后期才添加的，因为阿斯皮纳尔打电话给皮特卡，说斯塔尔很喜欢舞厅游行的场景，但是坚持要加上一头大象。皮特卡后来照做了，因为他已经按照哈里森的要求添加了西塔琴的场景。除了使用斯坦尼康外，皮特卡还使用了俄罗斯产的Akela摄影吊臂来拍摄结尾的艾比路斑马线中的高空俯拍镜头。在结尾处拍摄时，还将摄像机架在遥控直升机玩具上拍摄复杂的航拍镜头。为了增加趣味性，MV中还加入了两个蓝色坏心团作为客串。
因为哈里森录制了一段尤克里里作MV尾奏，因此哈里森向皮特卡请求在视频结尾以福姆比风格的尤克里里手的背影出镜。皮特卡拒绝了这一请求，因为他认为任何现存的披头士成员都不应该在影片中出镜，哈里森也答应了。皮特卡后来表示，哈里森没有出镜“令人心碎”，尤其在2001年哈里森去世后以及皮特卡发现结尾尾奏的样曲是哈里森亲自演奏时。该音乐视频赢得了第39届格莱美奖的最佳音乐录影带奖。

## 反响
自由如鸟是披头士自1970年在美国发行蜿蜒曲折的路25年后发行的首支单曲。单曲的宣传片在英国ITV和美国ABC播出的《披头士精选辑》纪录片第一集中放送。
自由如鸟收获的评价褒贬不一。《卫报》的卡罗琳·沙利文（Caroline Sullivan）批评该曲的发行是一种利用披头士招牌的宣传噱头，与其说是披头士的功劳，不如说是琳恩的功劳。《独立报》的安迪·吉尔（Andy Gill）声称这首歌“压抑的基调令人失望……乔治的吉他在必要时可以轻轻地哭泣，可在这首歌里却显得像首哀乐。”《新音乐快递》的本·威尔莫特评价歌曲为“一首凄凉的挽歌，再加上从恐怖海峡借来的绝望又油滑的吉他以及保罗不断重复‘我们真的可以离开彼此生活吗？’”《头脑革命》的作者伊恩·麦克唐纳声称这是首“沉闷和无聊的歌曲”，无法与他们在60年代的音乐相提并论。早间电台节目《与披头士共进早餐》主持克里斯·卡特（Chris Carter）评论道“我会珍视约翰、保罗、乔治和林戈演奏的任何歌曲（尤其是好歌），无论它是何时如何录制的。”自由如鸟荣获1997年格莱美奖的二重唱或演唱团体的最佳表现奖。

## 发行与榜单表现
自由如鸟在1995年11月20日凌晨于BBC广播一台首播，次日被派往美国当代流行电台。它于1995年12月4日在英国以单曲CD、卡带和7英寸黑胶唱片形式发行，并收录在两周后发行的合辑《精选集 1》中。该单曲在发行后，在首周售出了十二万份，空降英国单曲排行榜第二位，并在该榜单上停留了八周。1995年12月12日，单曲在美国发行，空降《公告牌》百大单曲榜第六位，成为披头士乐队第34首在美国的TOP10单曲以及1976年后披头士首个美国TOP10单曲。
CD和黑胶唱片封面是约翰·列侬的作品，摘自他在1964年出版的《列侬说法》。

## 格式和曲目列表
| 七英寸黑胶唱片（英国代号R6422 / 美国代号NR-58497） | 七英寸黑胶唱片（英国代号R6422 / 美国代号NR-58497） | 七英寸黑胶唱片（英国代号R6422 / 美国代号NR-58497） | 七英寸黑胶唱片（英国代号R6422 / 美国代号NR-58497） |
| 曲序                                               | 曲目                                               | 词曲                                               | 时长                                               |
| -------------------------------------------------- | -------------------------------------------------- | -------------------------------------------------- | -------------------------------------------------- |
| 1.                                                 | Free as a Bird                                     | 列侬 麦卡特尼 哈里森 斯塔尔                        | 2:42                                               |
| 2.                                                 | Christmas Time (Is Here Again)                     | 列侬 麦卡特尼 哈里森 斯塔尔                        | 3:02                                               |

| CD（英国代号CDR6422 / 美国代号CDP 58497） | CD（英国代号CDR6422 / 美国代号CDP 58497） | CD（英国代号CDR6422 / 美国代号CDP 58497） | CD（英国代号CDR6422 / 美国代号CDP 58497） |
| 曲序                                      | 曲目                                      | 词曲                                      | 时长                                      |
| ----------------------------------------- | ----------------------------------------- | ----------------------------------------- | ----------------------------------------- |
| 1.                                        | Free as a Bird                            | 列侬 麦卡特尼 哈里森 斯塔尔               | 4:26                                      |
| 2.                                        | I Saw Her Standing There                  | 列侬 麦卡特尼                             | 3:02                                      |
| 3.                                        | This Boy                                  | 列侬 麦卡特尼                             | 3:17                                      |
| 4.                                        | Christmas Time (Is Here Again)            | 列侬 麦卡特尼 哈里森 斯塔尔               | 3:02                                      |

## 创作人员
以下信息来自伊恩·麦克唐纳：
- 约翰·列侬 - 主唱、钢琴
- 保罗·麦卡特尼 - 主唱、和声、贝斯、原声吉他、电子合成器、钢琴
- 乔治·哈里森 - 主唱、和声、滑音吉他、原声吉他、尤克里里
- 林戈·斯塔尔 - 合声、鼓

## 排行和銷量認證
| 榜单（1995年-1996年）                | 最高 排位 |
| ------------------------------------ | --------- |
| 澳大利亚（澳大利亚唱片业协会單曲榜） | 6         |
| 奥地利（Ö3四十强单曲榜）             | 32        |
| 比利时佛兰德（Ultratop五十强单曲榜） | 11        |
| 比利时瓦隆（Ultratop五十强单曲榜）   | 12        |
| 加拿大（《RPM》热门单曲榜）          | 7         |
| 加拿大（《RPM》成人當代榜）          | 4         |
| 丹麦（国际唱片业协会丹麦分会）       | 4         |
| 欧洲（欧洲百强单曲榜）               | 3         |
| 芬蘭（芬蘭官方單曲榜）               | 6         |
| 法国（法國唱片出版業公會單曲榜）     | 23        |
| 德国（德國官方單曲榜）               | 37        |
| 匈牙利（匈牙利录音制品制作者协会）   | 2         |
| 冰岛（Íslenski Listinn Topp 40）     | 5         |
| 愛爾蘭（愛爾蘭唱片音樂協會单曲榜）   | 5         |
| 意大利（《Musica e dischi》）        | 5         |
| 荷兰（荷蘭四十強單曲榜）             | 10        |
| 荷兰（百强单曲榜）                   | 9         |
| 新西兰（新西兰唱片音乐协会单曲榜）   | 26        |
| 挪威（世道單曲榜）                   | 14        |
| 蘇格蘭（官方榜单公司單曲榜）         | 1         |
| 西班牙（西班牙音像製品協會）         | 10        |
| 瑞典（瑞典最熱榜）                   | 3         |
| 瑞士（瑞士热门音乐榜）               | 25        |
| 英國（官方榜单公司單曲榜）           | 2         |
| 美国（《告示牌》百大單曲榜）         | 6         |
| 美國（《告示牌》成人當代單曲榜）     | 19        |
| 美國（《告示牌》Adult Pop Airplay）  | 22        |
| 美國（《告示牌》主流搖滾歌曲榜）     | 8         |
| 美國（《告示牌》Pop Airplay）        | 36        |

| 榜单（1995年）              | 排位 |
| --------------------------- | ---- |
| 瑞典（瑞典最热榜）          | 66   |
| 英国（官方榜单公司单曲榜）  | 42   |
| 榜单（1996年）              | 排位 |
| 加拿大（《RPM》热门单曲榜） | 70   |
| 加拿大（《RPM》成人当代榜） | 49   |

| 地區                   | 认证 | 认证单位/销量 |
| ---------------------- | ---- | ------------- |
| 英国（英国唱片业协会） | 银   | 200,000^      |
| 美国（美國唱片業協會） | 金   | 500,000^      |
| ^僅含認證的出貨量      |      |               |

## 发行历史
| 地区 | 日期           | 格式              | 厂牌      | 参     |
| ---- | -------------- | ----------------- | --------- | ------ |
| 美国 | 1995年11月21日 | 当代流行电台      | 苹果 国会 | [ 52 ] |
| 英国 | 1995年12月4日  | 7英寸黑胶 CD 卡带 | 苹果      | [ 53 ] |
| 美国 | 1995年12月12日 | 7英寸黑胶 CD 卡带 | 苹果 国会 | [ 55 ] |
| 日本 | 1996年1月1日   | CD                | 苹果 国会 | [ 93 ] |